# 유후쓰역
유후쓰역(일본어: 勇払駅)은 일본 홋카이도 도마코마이시에 위치한 홋카이도 여객철도 히다카 본선의 철도역이다. 단선 승강장 1면 1선의 구조를 갖춘 지상역이다.

## 이용 현황
- 1981년도 : 242명
- 1992년도 : 282명

## 역 주변
- 도마코마이 시청 유후쓰 출장소
- 아비라 강
- 닛폰 제지 홋카이도 공장 유후쓰 사업소

## 역사
- 1913년 10월 1일 : 도마코마이 게이벤 철도의 유후쓰역으로서 개업. 일반역.
- 1927년 8월 1일 : 도마코마이 게이벤 철도가 국유화에 의해 관설철도로 이관. 선로명을 히다카 선으로 개칭. 그것에 의해 이 노선의 역이 된다.
- 1929년 : 도마코마이 역 - 사루후토 역 간에 궤간을 확장해 개축 공사.
- 1941년 10월 25일 : 닛폰 제지 전용선 운용 개시.
- 1943년 11월 1일 : 선로명을 히다카 본선으로 개칭, 그것에 의해 이 노선의 역이 된다.
- 1955년 9월 27일 : 역사 개축.
- 1962년 12월 2일 : 도마코마이 항 건설에 의해, 도마코마이 역 - 하마아쓰마 역 간에 선로 부설에 의해 북쪽으로 이전, 거리 개정.
- 1967년 5월 2일 : 삿켄 공업 모래 인입 전용선 운용 개시.
- 1980년 이전 : 산요 국책 펄프 전용선 폐지.
- 1982년 11월 15일 : 화물 취급 폐지.
- 1984년
  - 2월 1일 : 소화물 취급 폐지.
  - 4월 1일 : 무인화.
- 1987년 4월 1일 : 일본국유철도 분할 민영화에 의해, 홋카이도 여객철도가 승계.
- 시기 불명 : 과선교 철거
- 시기 불명 : 간이 위탁 폐지, 완전 무인화.

## 인접 역
| 홋카이도 여객철도 히다카 본선 | 홋카이도 여객철도 히다카 본선 | 홋카이도 여객철도 히다카 본선 |
| ----------------------------- | ----------------------------- | ----------------------------- |
| 도마코마이 도마코마이 방면    | ■ 히다카 본선                 | 하마아쓰마 사마니 방면        |